# 청색편이

적색편이와 청색편이

청색편이(靑色偏移, 영어: blueshift, 문화어: 청색밀림)는 별이 가까워질 때 나오는 빛의 파장이 짧아지는 도플러 효과에 의해 파장에서 빛의 중심이 짧은 쪽(청색)으로 약간 이동한다는 효과이다. 분광 쌍성에서 관찰된다.
실제로 음향학의 도플러 효과에서 유추된 것이다.

## 같이 보기
- 적색편이